# بلدة ماكميلان (مقاطعة أونتوناغون)
ماكميلان، مقاطعة أونتوناغون (بالإنجليزية: McMillan Township, Ontonagon County, Michigan)‏ هي بلدة تقع بولاية ميشيغان في الولايات المتحدة. تبلغ مساحتها 182.4 (كم²)، وترتفع عن سطح البحر 366 م، بلغ عدد سكانها 601 نسمة في عام تعداد الولايات المتحدة 2000 حسب إحصاء مكتب تعداد الولايات المتحدة وتصل الكثافة السكانية فيها 3.3 نسمة/كم2.

## وصلات خارجية
- The US50 - Cities and Towns in Michigan State
- Michigan Cities and Towns, Facts, Map, Flag, Colleges, Government, and More